# أندروكتونوس ماروكانوس
أندروكتونوس ماروكانوس (معروف أيضاً باسم العقرب ذو الذيل الدهني)هو نوع من العقارب من عائلة عقربيات.وهو يستوطن في الساحل الأطلسي في وسط المغرب. وقد تم إكتشاف هذا النوع في عام 2009 من قبل ويلسون آر لورنسو وإريك يثير وإليز آن ليجوين.

## الوصف
تصل العينات البالغة إلى حجم كبير يبلغ حوالي 70 ملم. اللون العام هو أصفر موحد إلى أصفر محمر مع لون أغمق على الجزء الخلفي. يُظهر العقرب الخصائص النموذجية لجنس أندروكتونوس. يكون التحبيب في الرأس الصدري والجزء الوسط أكثر وضوحًا في الذكور منه في الإناث، كما أن الذكور لديهم حفر في قاعدة الإصبع الثابت للكلاب لاستيعاب كماشة الإناث أثناء التزاوج.

## السموم
لا توجد بيانات عن سم هذا النوع. ومع ذلك، كما هو الحال في العديد من الأنواع الأخرى من الأندروكتونوس، يمكن توقع وجود سموم قوية جدًا وأهمية طبية محتملة للبشر.